# Spichlerz w Olsztynie
Spichlerz zbożowy w Olsztynie – zabytkowy drewniany spichlerz zbożowy znajdujący się w Olsztynie w powiecie częstochowskim. Pochodzi z 1783, został przeniesiony ze wsi Borowno i zrekonstruowany w 2007. Jest przykładem staropolskiej, drewnianej architektury ludowej. 4 marca 1960 został wpisany do rejestru zabytków.

## Historia
Dwukondygnacyjny modrzewiowy spichlerz zbudowano w 1783 na zlecenie Franciszka Paciorkowskiego. Znajdował się w zespole folwarcznym w Borownie, w sąsiedztwie innych budynków gospodarczych, zniszczonych po II wojnie światowej. Spichlerz był użytkowany jako magazyn Gminnej Spółdzielni Rolniczej w Mykanowie, później został zaniedbany. W 1996 obiekt odkupił Krzysztof Stacherczak, po czym został on rozebrany. W 2001 w związku z dotacją na odbudowę i przeniesienie spichlerza, pod zarzutem korupcji, do aresztu trafili generalny konserwator zabytków Aleksander Broda oraz jego właściciel. W 2007 został przeniesiony do Olsztyna, ponownie złożony i zrekonstruowany w oryginalnym charakterze, u podnóża Zamku Olsztyńskiego. Obecnie znajduje się w nim restauracja. W 2008 spichlerz został laureatem w konkursie Generalnego Konserwatora Zabytków „Zabytek Zadbany A.D.2008.”

## Architektura
Data powstania obiektu wycięta jest na futrynie drzwi przejścia z sieni do pomieszczenia po lewej stronie (zwanej teraz Salą Zieloną), natomiast imię i nazwisko fundatora widnieje na zewnętrznej części futryny drzwi wejściowych od strony zachodniej (od ówczesnej części tarasowej). Budynek składa się z bardzo rzadko występującej w architekturze, konstrukcji zrębowej o dwóch kondygnacjach. Jest to budowla masywna, a wzdłuż jej dłuższych boków ciągną się również dwukondygnacyjne podcienia (galerie) arkadowe oparte na profilowanych słupach. Górne galerie są nakryte okapem wspartym na „rysiach”. 
Budynek posiadał dwuspadowy dach kryty dachówką wykonany najprawdopodobniej w 1945. Dolna cześć spichlerza obejmowała trzy pomieszczenia, w rozłożeniu takim jak teraźniejsze. Część górna- bez podziałów. Okna rozmieszczone były w dwóch strefach, w kształcie leżących prostokątów, w szerokich obramieniach. 
Budowla posiada jedną z najdłuższych belek w Polsce, a najdłuższą jaką kiedykolwiek wykorzystano w budownictwie drewnianym, ręcznie ciosanych z jednego kawałka pnia o długości 19,60, wspierająca cały obiekt na drugiej kondygnacji.

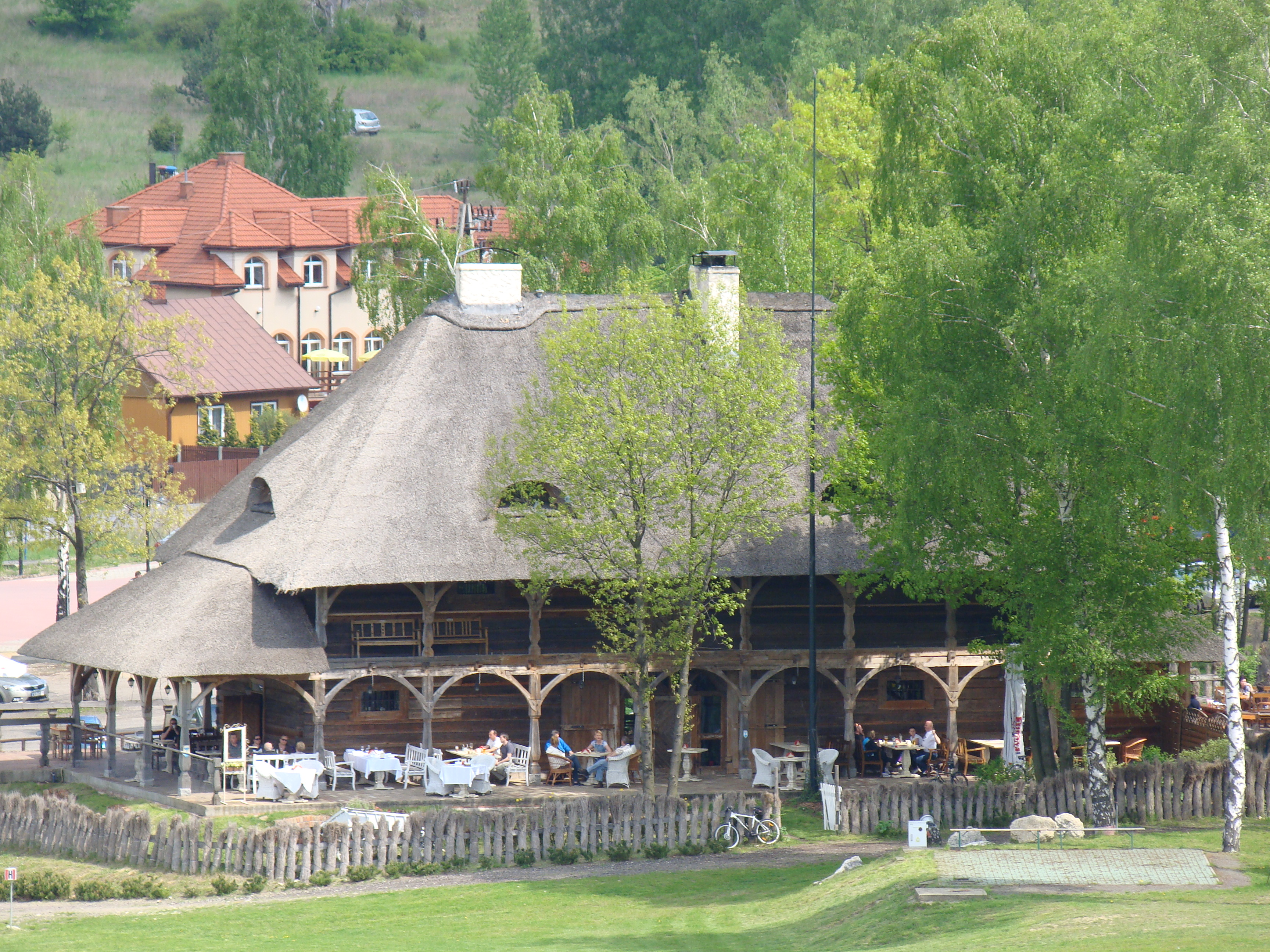
Widok na spichlerz od południowego zachodu, od strony zamku olsztyńskiego